# قهرمانی جودو آسیا ۲۰۰۹
جودو قهرمانی آسیا ۲۰۰۹ بیست و یکمین دوره از رقابت‌های قهرمانی آسیا می‌باشد که از ۲۳ تا ۲۴ مه ۲۰۰۹ در تایپه، تایوان برگزار گردید.

## خلاصه مدال‌ها

### مردان
| رویداد                | طلا                            | نقره                       | برنز                                    |
| خیلی سبک‌وزن ۶۰− ک‌گ    | Ganbatyn Boldbaatar · مغولستان | Kim Kyong-jin · کرهٔ شمالی  | Choi Gwang-hyeon · کرهٔ جنوبی            |
| خیلی سبک‌وزن ۶۰− ک‌گ    | Ganbatyn Boldbaatar · مغولستان | Kim Kyong-jin · کرهٔ شمالی  | رشاد صابروف · ازبکستان                  |
| نیمه سبک‌وزن ۶۶− ک‌گ    | Tatsuaki Egusa · ژاپن          | An Jeong-hwan · کرهٔ جنوبی  | Azat Kubakaev · قرقیزستان               |
| نیمه سبک‌وزن ۶۶− ک‌گ    | Tatsuaki Egusa · ژاپن          | An Jeong-hwan · کرهٔ جنوبی  | Sanjaasürengiin Miyaaragchaa · مغولستان |
| سبک‌وزن ۷۳− ک‌گ         | Bang Gui-man · کرهٔ جنوبی       | Ramashrey Yadav · هند      | Kim Chol-su · کرهٔ شمالی                 |
| سبک‌وزن ۷۳− ک‌گ         | Bang Gui-man · کرهٔ جنوبی       | Ramashrey Yadav · هند      | ساینجارگالین نیام-اوچیر · مغولستان      |
| نیمه میان‌وزن ۸۱− ک‌گ   | کیم جائه-بوم · کرهٔ جنوبی       | Masahiro Takamatsu · ژاپن  | گو لی (جودوکار) · چین                   |
| نیمه میان‌وزن ۸۱− ک‌گ   | کیم جائه-بوم · کرهٔ جنوبی       | Masahiro Takamatsu · ژاپن  | Shokir Muminov · ازبکستان               |
| میان‌وزن ۹۰− ک‌گ        | ماساشی نیشیاما · ژاپن          | Dilshod Choriev · ازبکستان | Timur Bolat · قزاقستان                  |
| میان‌وزن ۹۰− ک‌گ        | ماساشی نیشیاما · ژاپن          | Dilshod Choriev · ازبکستان | هه یانژو · چین                          |
| نیمه سنگین‌وزن ۱۰۰− ک‌گ | Maxim Rakov · قزاقستان         | Hwang Hee-tae · کرهٔ جنوبی  | شائو نینگ · چین                         |
| نیمه سنگین‌وزن ۱۰۰− ک‌گ | Maxim Rakov · قزاقستان         | Hwang Hee-tae · کرهٔ جنوبی  | Battulgyn Temüülen · مغولستان           |
| سنگین‌وزن ۱۰۰+ ک‌گ      | Kim Soo-whan · کرهٔ جنوبی       | کیجی سوزوکی · ژاپن         | Ehsan Rajabi · ایران                    |
| سنگین‌وزن ۱۰۰+ ک‌گ      | Kim Soo-whan · کرهٔ جنوبی       | کیجی سوزوکی · ژاپن         | Ulan Ryskul · قزاقستان                  |
| وزن آزاد              | Kim Soo-whan · کرهٔ جنوبی       | Hiroki Tachiyama · ژاپن    | Adiljan Tulendibaev · ازبکستان          |
| وزن آزاد              | Kim Soo-whan · کرهٔ جنوبی       | Hiroki Tachiyama · ژاپن    | Dorjpalamyn Gankhuyag · مغولستان        |

### زنان
| رویداد               | طلا                         | نقره                             | برنز                                  |
| خیلی سبک‌وزن ۴۸− ک‌گ   | Chung Jung-yeon · کرهٔ جنوبی | Shoko Ibe · ژاپن                 | Mo Qinqin · چین                       |
| خیلی سبک‌وزن ۴۸− ک‌گ   | Chung Jung-yeon · کرهٔ جنوبی | Shoko Ibe · ژاپن                 | مونخباتین اورانتستسگ · مغولستان       |
| نیمه سبک‌وزن ۵۲− ک‌گ   | هه هونگمی · چین             | Mönkhbaataryn Bundmaa · مغولستان | Eri Kakita · ژاپن                     |
| نیمه سبک‌وزن ۵۲− ک‌گ   | هه هونگمی · چین             | Mönkhbaataryn Bundmaa · مغولستان | Lenariya Mingazova · قزاقستان         |
| سبک‌وزن ۵۷− ک‌گ        | Rim Yun-hui · کرهٔ شمالی     | Hitomi Tokuhisa · ژاپن           | Tümen-Odyn Battögs · مغولستان         |
| سبک‌وزن ۵۷− ک‌گ        | Rim Yun-hui · کرهٔ شمالی     | Hitomi Tokuhisa · ژاپن           | Sun Rong · چین                        |
| نیمه میان‌وزن ۶۳− ک‌گ  | Lin Meiling · چین           | Hwang Chun-gum · کرهٔ شمالی       | Zarina Aldikova · قزاقستان            |
| نیمه میان‌وزن ۶۳− ک‌گ  | Lin Meiling · چین           | Hwang Chun-gum · کرهٔ شمالی       | Tsedevsürengiin Mönkhzayaa · مغولستان |
| میان‌وزن ۷۰− ک‌گ       | Tomoe Ueno · ژاپن           | Yao Yuting · چین                 | Hwang Ye-sul · کرهٔ جنوبی              |
| میان‌وزن ۷۰− ک‌گ       | Tomoe Ueno · ژاپن           | Yao Yuting · چین                 | Pürevjargalyn Lkhamdegd · مغولستان    |
| نیمه سنگین‌وزن ۷۸− ک‌گ | جونگ گیونگ-می · کرهٔ جنوبی   | Yadmaagiin Dulmaa · مغولستان     | Hyon Jong-hui · کرهٔ شمالی             |
| نیمه سنگین‌وزن ۷۸− ک‌گ | جونگ گیونگ-می · کرهٔ جنوبی   | Yadmaagiin Dulmaa · مغولستان     | Hitomi Ikeda · ژاپن                   |
| سنگین‌وزن ۷۸+ ک‌گ      | Gulzhan Issanova · قزاقستان | Li Yiqing · چین                  | Kim Na-young · کرهٔ جنوبی              |
| سنگین‌وزن ۷۸+ ک‌گ      | Gulzhan Issanova · قزاقستان | Li Yiqing · چین                  | Mai Tateyama · ژاپن                   |
| وزن آزاد             | Li Yiqing · چین             | Kim Na-young · کرهٔ جنوبی         | Yadmaagiin Dulmaa · مغولستان          |
| وزن آزاد             | Li Yiqing · چین             | Kim Na-young · کرهٔ جنوبی         | Mai Tateyama · ژاپن                   |

## جدول مدال‌ها
| رتبه            | کشور            | طلا | نقره | برنز | مجموع |
| --------------- | --------------- | --- | ---- | ---- | ----- |
| ۱               | کرهٔ جنوبی       | ۶   | ۳    | ۳    | ۱۲    |
| ۲               | ژاپن            | ۳   | ۵    | ۴    | ۱۲    |
| ۳               | چین             | ۳   | ۲    | ۵    | ۱۰    |
| ۴               | قزاقستان        | ۲   | ۰    | ۴    | ۶     |
| ۵               | مغولستان        | ۱   | ۲    | ۹    | ۱۲    |
| ۶               | کرهٔ شمالی       | ۱   | ۲    | ۲    | ۵     |
| ۷               | ازبکستان        | ۰   | ۱    | ۳    | ۴     |
| ۸               | هند             | ۰   | ۱    | ۰    | ۱     |
| ۹               | ایران           | ۰   | ۰    | ۱    | ۱     |
| ۹               | قرقیزستان       | ۰   | ۰    | ۱    | ۱     |
| مجموع (۱۰ کشور) | مجموع (۱۰ کشور) | ۱۶  | ۱۶   | ۳۲   | ۶۴    |